# Alerta AMBER
Um Alerta AMBER ou uma Emergência de Rapto de Criança (código SAME: CAE) é um sistema de alerta de rapto de criança. Tem origem nos Estados Unidos em 1996. AMBER é oficialmente um acrónimo para America's Missing: Broadcast Emergency Response (Desaparecidos da América: Transmissão de resposta de emergência), mas foi-lhe dado este nome graças a Amber Hagerman, uma criança de 9 anos raptada e assassinada em Arlington, Texas, em 1996. Foram usados nomes regionais alternativos; na Georgia, "Levi's Call" (em memória de Levi Frady); no Havai, "Maile Amber Alert" (em memória de Maile Gilbert); no Arkansas, "Morgan Nick Amber Alert" (em memória de Morgan Chauntel Nick).
Nos Estados Unidos, os alertas AMBER são distribuídos através das estações comerciais de rádio, rádio na internet, rádio por satélite, estações televisivas e TV por cabo pelo Sistema de Alertas de Emergência e pela Rádio de Meteorologia NOAA (onde chamam de "Emergência de Rapto de Criança" ou "Alertas AMBER"). Os alertas são enviados também por email, sinais eletrónicos de trânsito, outdoors comerciais eletrónicos, e através de mensagens de texto por wireless. O Alerta AMBER também foi adaptado pela Google, Bing e Facebook para libertar informação do alerta para uma demografia sempre em crescendo: os Alertas AMBER são automaticamente apresentados se os cidadãos pesquisarem ou usarem as características dos mapas relacionados no Google ou Bing. Com o Alerta de Crianças no Google (também chamado Alerta AMBER da Google em alguns países), os cidadãos vêm um Alerta AMBER ao pesquisarem por informações relacionadas a uma localização em particular, onde uma criança tenha sido recentemente raptada e tenha sido feito um alerta. Esta é um componente do sistema de Alerta AMBER que está já ativo nos Estados Unidos (com desenvolvimentos na Europa). Os interessados na inscrição da recepção de Alertas AMBER na área por SMS podem visitar os Alertas AMBER Wireless, que são gratuitos por lei. Em alguns estados, também são usados os monitores em frente a terminais de lotaria.
A decisão de declarar um Alerta AMBER é feita por cada organização policial (em muitos casos, a polícia pública ou a patrulha de trânsito) que investiga cada rapto. A informação pública num Alerta AMBER consiste no nome e descrição do raptado, uma descrição do raptor, e uma descrição do veículo e da matrícula do raptor, se disponível.

## Critérios de ativação

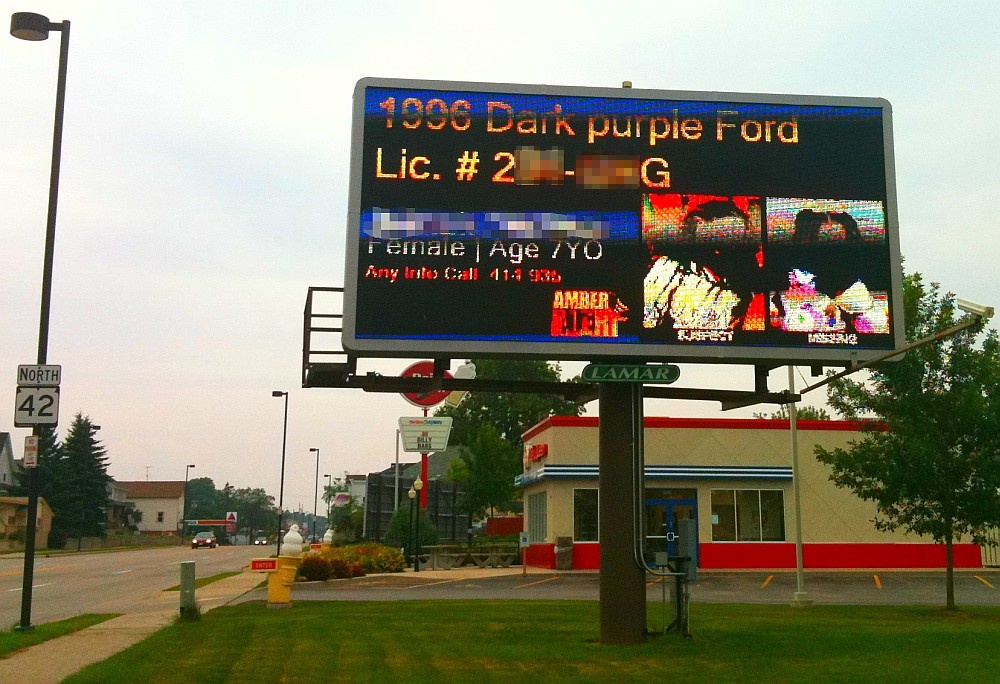
Um exemplo do Alerta AMBER em Julho de 2010 em Milwaukee, Winsconsin, onde outdoors electrónicos, como este em Sheboygan, Winsconsin pertencente a Lamar, são usados para dar detalhes do incidente ao público.

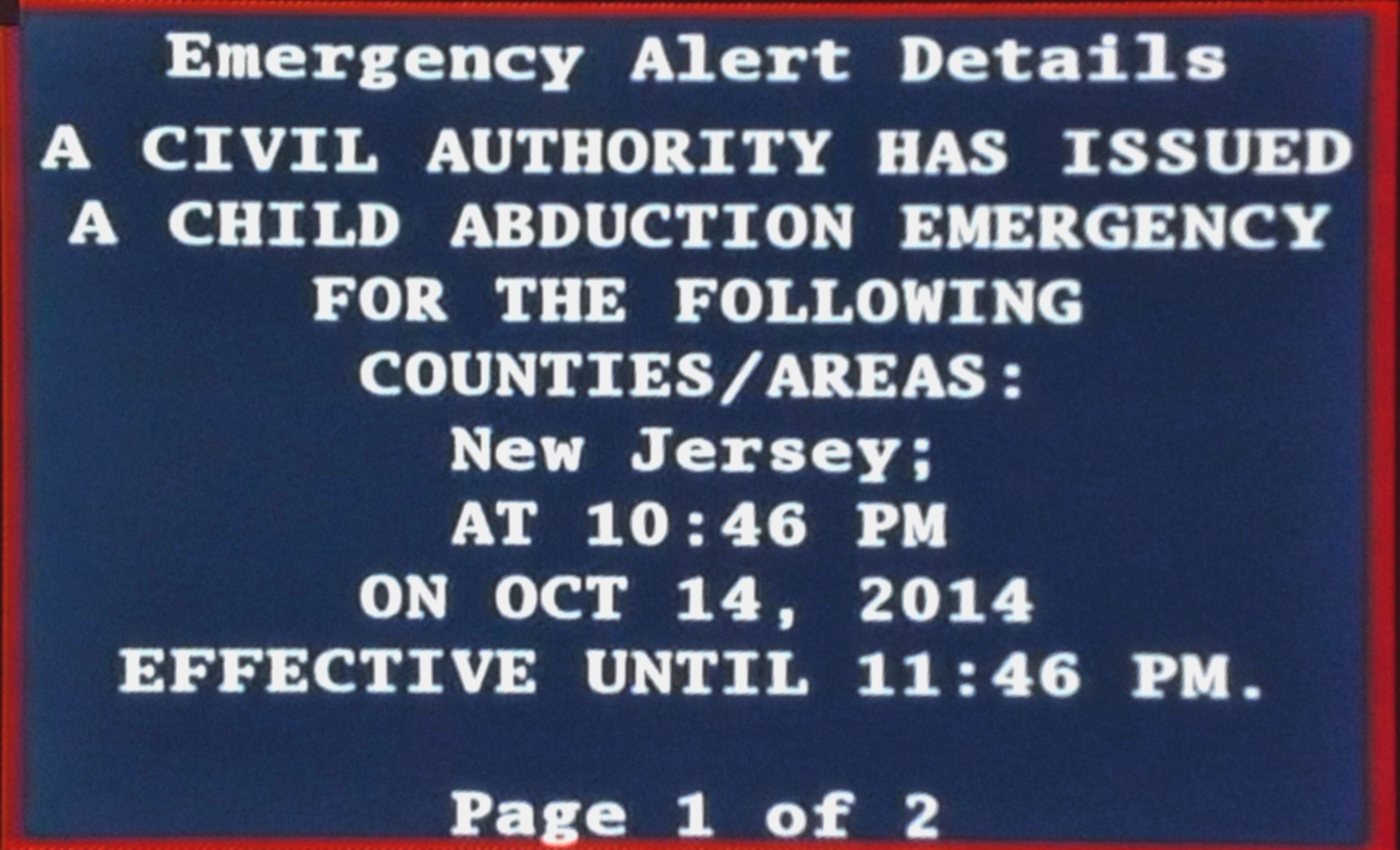
Alerta AMBER mostrado na TV por cabo pelo Sistema de Alertas de Emergência. Gerado pelo dispositivo R189 One-Net EAS usado por um sistema de cabo NJ

Os alertas são transmitidos usando o Sistema de Alertas de Emergência, que eram usados inicialmente para boletins de tempo, emergências civis ou emergências nacionais. Os alertas normalmente têm a descrição da criança e do provável raptor. Para evitar ter alertas falsos e ter alertas ignorados como "O Pastor Mentiroso e o Lobo", os critérios para emitir um alerta são restritos. Cada estado ou província tem os seus próprios critérios de activação, significando que existem diferenças entre alertar as agências sobre quais incidentes são considerados justificáveis para usar o sistema. Contudo, o Departamento da Justiça dos Estados Unidos fornece o seguinte "guia", que a maior parte dos estados diz ter "aderido proximamente" (nos Estados Unidos):
1. A força policial tem de confirmar que existiu um rapto.
2. A criança tem de estar em risco de um ferimento sério ou morte.
3. Tem de existir descrição suficiente da criança, raptor ou veículo do raptor para lançar o alerta.
4. A criança tem de ter menos de 18 anos de idade.[5]

Muitas agências policiais não usam o critério número 2, no que resulta em muitos raptos parentais seja emitidos no Alerta AMBER, onde não se assume que a criança está em risco de um ferimento sério ou morte. Em 2013, o Oeste da Virgínia passou a Lei Skylar para eliminar o ponto 1 como critério de lançamento do Alerta AMBER.
É recomendado que a informação para o Alerta AMBER seja imediatamente introduzido no Centro Nacional de Informação de Crime do FBI. Deve ser introduzida informação em texto descrevendo as circunstâncias em volta do rapto da criança, e o caso é assumido como rapto infantil.
As exigências da Polícia Montada Real Canadiana (RCMP) no Canadá são quase idênticas à lista acima, com a excepção que a RCMP é que é notificada e não o FBI. Uma organização pode notificar a outra se existir razões para se achar que o suspeito vai passar a fronteira.
Quando os investigadores acreditam que uma criança está em perigo de ser levada para lá da fronteira seja do Canadá ou México, a Protecção de Costumes e Fronteira dos Estados Unidos, a Patrulha de Fronteira dos Estados Unidos e a Agência de Serviços de Fronteira do Canadá são notificadas e é esperado que seja feita uma busca em todos os carro que passem na fronteira. Se é suspeitado que a criança tenha sido levada para o Canadá, pode ser lançado um Alerta AMBER canadiano, e segue-se uma investigação por parte da autoridades canadianas.

### Incidentes que não correspondem a critério de alerta
Para incidentes que não correspondem a critério de Alerta AMBER, o Departamento da Justiça dos Estados Unidos desenvolveram um programa de Equipas de Resposta a Raptos de Crianças (CART) para ajudar as agências locais. Este programa pode ser usado em todos os casos de crianças desaparecidas e pode ser usado como parte de um Alerta AMBER ou quando um rapto ou desaparecimento não é inserido nos critérios do Alerta AMBER. A CART também é usada para ajudar a recuperar crianças fugitivas com menos de 18 anos e que estão em perigo. Desde 2010, 225 equipas de respostas foram treinadas em 43 estados, Washington, D.C., Porto Rico, Bahamas e Canadá.

## Amber Hagerman
O assassinato de Amber Hagerman foi um crime ocorrido em Arlington, Texas nos Estados Unidos. Amber Hagerman que havia apenas nove anos na época do crime, foi raptada e assassinada. Até hoje, não houve notícias de seu assassino, a repercussão do caso teve como consequência a criação do Alerta AMBER, nome dado em homenagem a garota e servindo de auxilio para famílias vitimas de crimes semelhantes.

### O crime
O crime ocorreu quando Amber Hagerman foi com seu irmão Ricky até o estacionamento de um supermercado na cidade onde residiam, ambos eram acostumados a ir andar de bicicleta no local, pois era considerado um local calmo e sem riscos de acidentes. Após este dia,  Amber nunca mais foi vista viva por seus familiares.
Após horas brincando de andar de bicicleta com outras crianças, Ricky, seu irmão mais novo, decidiu ir para a casa tendo em vista seu cansaço; Já Amber decidiu continuar brincando com as outras crianças no estacionamento do supermercado. Após chegar em casa sozinho Ricky recebeu ordens da sua mãe Donna para que volta-se ao supermercado e trouxesse sua irmã para a casa, porem chegando no supermercado, Amber já havia sido raptada e não haviam mais crianças no local.
Após a noticia de Ricky, os pais e avós de Amber resolveram ir procurar a garota, de modo que deram várias voltas de carro pela região, porém não encontraram nenhum sinal da garota.
Um morador local chamado Jim Kevil ligou para a policia, após ver a garota Amber andando sozinha de bicicleta e logo em seguida sendo raptada por uma picape escura (azul ou preta). O homem já que era idoso (78 anos) não conseguiu ver a imagem clara do sequestrador, porém relatou a policia que a menina se debatia e gritava enquanto um homem com mais ou menos 1,80m de altura, de origem hispânica, levava a menina para dentro do carro.

### A busca
A policia da cidade tomou rapidamente as rédeas da situação e montou uma força tarefa com mais de 50 homens a procura da menina, os policiais paravam picapes escuras a procura de sinais de luta dentro do carro, abordavam homens que pareciam ter as características citadas por Jim.
Rapidamente o caso tomou uma repercussão nacional e assim o FBI foi chamado e começou a ajudar no cerco policial, também faziam apelos nas redes de comunicações municipais e regionais atrás de alguma noticia do desaparecimento da garota.
Porém todas as buscas feitas pela polícia e pelos familiares foram sem sucesso e não foram encontrado indícios da garota.

### O corpo
No dia 17 de janeiro de 1996, um homem que passeava com seu cachorro por um riacho em Forest Hills a 8km de onde a Amber havia sido vista pela ultima vez, observou a agitação do cachorro e resolveu ir verificar o que incomodava tanto o cão, chegando ao local, o homem encontrou o corpo de uma menina. Prontamente após encontrar o corpo, o homem ligou para a policia relatando o fato.
Chegando o reforço policial no local foi checado que o corpo em questão era de Amber, após investigação, o homem foi considerado apenas uma testemunha, tendo em vista que era comum que ele fizesse a mesma rota com seu cão varias vezes pela semana, e ao acaso ele encontrou o corpo de Amber.
O corpo estava nu (exceto por um pé de meia nos pés da garota) havia sinais de espancamento e de abuso sexual, que foram reveladas pela perícia, que ocorreram durante dois dias (tempo que Amber ainda estava viva), após a sessão de tortura, o assassino cortou a garganta da garota e atirou-a no riacho em Forest HIlls.

### Investigação
No local do crime os investigadores não conseguiram localizar maiores pistas. Na autópsia foi revelado que a menina havia sido espancada e abusada sexualmente. Foi feita uma busca e entrevista com réus anteriormente condenados por crimes do mesmo gênero, mas as buscas não foram eficazes, não levando a suspeito algum.
O corpo estava degradado mesmo com pouco tempo de exposição ao tempo, segundo Mike Simonds, investigador principal do caso, esta degradação do corpo ocorreu pelo cuidado (ou a falta dele) ao arremessar o corpo no riacho, também pela forte exposição a umidade do riacho e das fortes chuvas que estavam caindo na região.
Diante da falta de evidências no corpo e a falta de informações sobre o sequestrador, a polícia passou muito tempo investigando possíveis assassinos, porem não haviam ligações óbvias entre os suspeitos da policia e a cena da morte da garota.
A policia recebeu diversas ligações sobre o caso, porém a maioria delas eram pistas falsas e/ou acusações sem embasamento. Mesmo assim, pela grande repercussão do caso, todas as pistas (mesmo até as mais absurdas) eram investigadas pelo escritório do investigador Mike. Alem das próprias pistas falsas, Mike também recebia ligações de supostos assassinos tentando se "entregar", já após investigações, foram constatados que todos os supostos assassinos não estavam falando a verdade, sendo assim não eram realmente assassinos confessos da garota.
Donna, mãe de Amber, fez apelos as pessoas para que não ligassem caso não houvessem pistas verdadeiras e para que os supostos assassinos não tirassem o tempo da policia.
Mesmo com toda busca policial, não foram encontradas mais pistas sobre o assassino da garota e assim o caso foi descontinuado.

## Desenvolvimento do programa
Dias depois da morte de Amber, Donna Whitson foi "chamada para regular as leis sobre criminosos sexuais". Os pais de Amber rapidamente estabeleceram o People Against Sex Offenders (P.A.S.O. Pessoas Contra Criminosos Sexuais). Reuniram assinaturas com esperanças de conseguir que a legislação do Texas passasse mais leis que protegessem as crianças.
A Igreja Internacional do Lugar de Deus doou o primeiro escritório para a organização, e enquanto a busca pelo assassino de Amber continuou, o P.A.S.O. recebeu cobertura quase diária na imprensa local. As empresas doaram vários equipamentos de escritório, incluindo computador e serviço de internet. O congressista Martin Frost com a ajuda de Marc Klaas, desenhou a Lei para Protecção das Crianças Amber Hagerman. Ambos os pais de Hagerman estiveram presentes quando o presidente Bill Clinton assinou e aprovou a lei, criando o registo nacional de criminosos sexuais. Whitson e Richard Hagerman começaram a recolher assinaturas no Texas, que tencionavam apresentar ao, na altura Governador, George W. Bush como sinal que as pessoas queriam mais leis severas para os criminosos sexuais.
Em Julho de 1996, Bruce Seybert e Richard Hagerman foram a um simpósio em Arlington. Apesar de Hagerman ter observações preparadas, no dia do evento os organizadores pediram a Seybert para falar no seu lugar. No seu discurso de 20 minutos, falou sobre os esforços que a polícia local poderia tomar rapidamente para ajudar a encontrar crianças desaparecidas e como a imprensa poderia facilitar esses esforços. C. J. Wheeler, um repórter da estação de rádio KRLD, aproximou-se do chefe da polícia de Dallas pouco depois das ideias de Seybert e lançou o primeiro Alerta Amber de sempre.
Whitson testemunhou em frente ao Congresso dos Estados Unidos em Junho de 1996, pedindo aos legisladores para criar um registo de criminosos sexuais a nível nacional. O Representante Martin Frost, o Congressista que representa o distrito de Whitson, propôs uma "Lei de Protecção de Crianças Amber Hagerman". De entre as secções da lei estava uma que iria criar o registo nacional de criminosos sexuais.
Nos dois anos seguintes, os alertas foram feitos manualmente para participar em estações de rádio. Em 1998, aFundação de Alertas de Crianças criou o primeiro Sistema de Notificações de Alerta (ANS) totalmente automático para notificar comunidades próximas quando uma criança era dada como desaparecida ou raptada. Os alertas eram enviados para a estação de rádio como originalmente pedido mas incluía estações de televisão, agências de autoridade próximas, jornais e organizações de suporte locais. Estes alertas eram enviados todos ao mesmo tempo por pagers, faxes, emails e telemóveis com a informação imediatamente colocada na Internet para o público em geral ver.
Depois da automatização do Alerta AMBER com a tecnologia ANS criada pela Fundação de Alertas de Crianças, o Centro Nacional para Crianças Desaparecidas e Exploradas (NCMEC) expandiu o seu papel em 2002 para promover o Alerta AMBER, contudo em 1996, o CEO do NCMEC ter declinado avançar e e ajudar o Alerta AMBER quando perguntado por Bruce Seybert e Richard Hagerman  e tem trabalhado desde então activamente para ver os alertas distribuídos usando as transmissões de rádio e TV de emergência.

### Estados Unidos
Em Outubro de 2000, a Casa de Representantes dos Estados Unidos adoptou H.Res.605 o que encorajou as comunidades a nível nacional a implementar o Plano AMBER. Em Outubro de 2001, o Centro Nacional para Crianças Desaparecidas e Exploradas que tinha declinado fazer parte do Alerta AMBER em Fevereiro de 1996, lançou uma campanha para ter sistemas de Alerta AMBER estabelecidos a nível nacional. Em Fevereiro de 2002, a Comissão Federal de Comunicações integrou oficialmente o sistema. Em 2002, várias crianças foram raptadas em casos que atraíram a atenção nacional. Um desses casos, o rapto e morte de Samantha Runnion, fez com que a Califórnia estabelecesse o sistema de Alerta AMBER em 24 de Julho de 2002. Segundo a Senadora Dianne Feinstein, no seu primeiro mês na Califórnia foram lançados 13 Alertas AMBER; 12 das crianças foram recuperadas em segurança e os restantes alertas foram considerados mal entendidos.
Em Setembro de 2002, 26 estados tinha estabelecido o sistema de Alerta AMBER que cobria todas as partes do estado. Um grupo de Senadores bi-partidários, liderado por Kay Bailey Hutchison e Dianne Feinstein, propuseram legislação para escolher um coordenador de Alerta AMBER no Departamento da Justiça dos Estados Unidos que pudesse ajudar a coordenar os esforços dos estados. A proposta também incluía fundos de 25 miçhões para os estados que estabelecessem programas de Alerta AMBER e compras de equipamento necessário, como sinais electrónicos para as estradas. Uma proposta semelhante foi patrocinada na Câmara de Representantes dos Estados Unidos por Jennifer Dunn e Martin Frost. A proposta passou no Senado de forma unânime apenas passado uma semana da proposta. Numa conferência de Outubro de 2002 sobre crianças desaparecidas, exploradas ou fugitivas, o Presidente George W. Bush anunciou mudanças ao sistema de Alerta AMBER, incluindo o desenvolvimento de um padrão nacional para emitir Alertas AMBER. Uma proposta semelhante passou na Câmara várias semanas com votos de 390 para 24. Uma proposta relacionadas finalmente tornou-se lei em Abril de 2003.
Os alertas foram oferecidos digitalmente a começar em Novembro de 2002, quando a America Online começou um serviço que permitia às pessoas se registarem para receber notificações por computador, pager ou telemóvel. Os utilizadores do serviço introduziam o seucódigo postal, permitindo que os alertas fosse filtrados por uma determinada região geográfica.
Em 2005, todos os 50 estados tinham programas operacionais e hoje em dia o programa opera ao longo das fronteiras estaduais e jurisdicionais. Desde 1 de Janeiro de 2013, os Alertas AMBER são automaticamente enviados pelo programa de Alertas de Emergência por Wireless (WEA).

### Canadá
O sistema do Canadá começou em Dezembro de 2002, quando Alberta lançou o primeiro sistema em toda a província. Na altura, a General Solicitadora de Alberta Heather Forsyth disse "prevemos que o Alerta AMBER seja acionado apenas uma vez por ano em Alberta. Esperamos que nunca tenhamos de o usar, mas se uma criança é raptada o Alerta AMBER será outra ferramenta da polícia para ajudar a encontrá-la e ajudar a trazê-la de volta a casa em segurança". O governo de Alberta comprometeu-se a gastar mais de 1 milhão de dólares canadianos para expandir este sistema de emergência para que pudesse ser usado com mais eficácia nos Alertas AMBER. Outras províncias canadianas rapidamente adoptaram o sistema, e em Maio de 2004, Saskatchewan era a única província que ainda não tinha estabelecido o sistema de Alerta AMBER. No ano seguinte, o programa estava em uso pelo país.
Columbia Britânica
Translink, a empresa responsável pela ligação regional de transportes de Metro Vancouver na Columbia Britânica, Canadá, mostra os Alertas AMBER em todos os seus sinais digitais de autocarro lendo-se "ALERTA AMBER | Oiça o rádio | Autocarro #". Os detalhes do Alerta AMBER estão também disponíveis em ecrãs das estações de trânsito.
O programa foi introduzido no Quebec em 26 de Maio de 2003. O nome Alerta AMBER foi depois adaptado em francês para Alerte Médiatique But Enfant Recherché que directamente traduzido é "Alerta dos Media com o objectivo de recuperar uma criança". Para lançar um Alerta AMBER, as autoridade policiais precisam de ter 4 critérios em simultâneo e sem excepções:
1. A criança desaparecida tem menos de 18 anos.
2. A polícia tem razões para acreditar que a criança desaparecida foi raptada.
3. A polícia tem razões para acreditar que a segurança física ou a vida da criança corre grande perigo.
4. A polícia tem informação que pode ajudar a localizar a criança, o suspeito e/ou o veículo do suspeito.[citation needed]

Quando as 4 condições ocorrem, a polícia pode lançar um Alerta AMBER. Em simultâneo, todos os ecrãs de mensagens da rede de transportes do Quebec transmitem as mensagens da polícia. Os controladores de tráfego da Société de l'assurance automobile du Québec (SAAQ) também ajudam na busca. As estações de TV e rádio também transmitem uma descrição da criança, do raptor e/ou do carro do raptor. Na rádio, a informação é transmitida a cada 20 minutos durante 2 horas ou menos se a criança for encontrada. Na televisão, a informação é transmitida numa linha mais grossa presente no topo do ecrã durante 2 horas sem interrupções. Depois disto, a linha é retirada, mas a polícia continua a informar o público através dos meios normais de comunicação.
Ao longo dos anos, o programa juntou mais parceiros com o objectivo de o comunicado ser feito em plataformas diferentes. Como em Ontário, a corporação de lotaria Loto-Quebec põe à disposição das forças policiais os seus 8500 terminais localizados pela província. Alguns destes terminais são equipados com um ecrã que se vira para o cliente o que faz deles a maior linha de comunicações do tipo que opera no Canadá. A tecnologia investida permite-lhes transmitir a mensagem por todos os meios por menos de 10 minutos. Para além disso, a Associação de Telecomunicações Wireless Canadiana (CWTA) oferece a muitos canadianos, através de uma subscrição gratuita, a possibilidade de receber, via mensagem de texto, nos seus dispositivos míveis notificações de Alertas AMBER.
Desde a sua introdução no Quebec, cada Alerta AMBER teve resultados positivos.
Ontário
Ontário aumentou a sua busca para além dos media e sinais de trânsito transmitindo Alertas AMBER nos seus 9,000 ecrãs de lotaria.
Depois do rapto e assassinato de Victoria Stafford, começou uma petição online por Suzie Pereira, uma mãe solteira de 2 crianças que rcolheu mais de 61,000 assinaturas, propondo uma revisão do Alerta AMBER. Existia alguma preocupação sobre os critérios restritos para lançar os alertas - critérios que não existiam no caso Stafford — que resultou que um alerta não fosse lançado. A polícia provincial de Ontário mudou desde então as suas regras para lançamento de um alerta de ter de confirmar um rapto e confirmar ameaça, para acreditar que a criança foi raptada e acreditar-se que existe risco de perigo.
Os Alertas AMBER também podem ser distribuídos por Alert Ready, que interrompe todos os programas de rádio e televisão e de operadores de televisão na região relevante para mostrar e passar áudio com informação do Alerta AMBER.

### México
O México juntou-se aos esforços internacionais para espalhar o uso do Alerta AMBER numa cerimónia de lançamento oficial a 28 de Abril de 2011.

### Expansão internacional

#### Austrália
O Estado Australiano de Queensland implementou uma versão dos Alertas AMBER em Maio de 2005.

#### Europa
Actualmente, existem sistemas de alerta activos em 16 países da União Europeia: Bélgica, Bulgária, Chipre, República Checa, França, Alemanha, Grécia, Irlanda, Itália, Países Baixos, Polónia, Portugal, Roménia, Eslováquia, Espanha e Reino Unido. Os Alertas Europeus AMBER oferecem uma resposta da União Europeia ao objectivo dos mesmos (DG Justice) sobre os Alertas de Crianças, que determina que um alerta recente para raptos de crianças, com a cooperação das fronteiras, deve ser estabelecido em todos os 28 países da União Europeia. Os Alertas Europeus AMBER usam a mesma tecnologia do Plano de Alerta Holandês AMBER.
Alerta Europeu AMBER

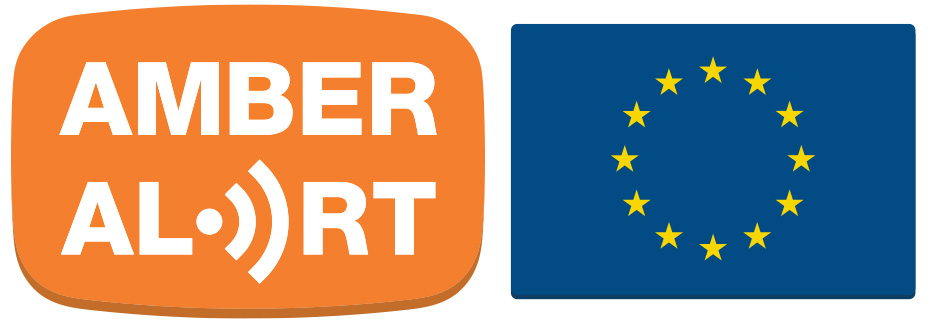
Logo do Alerta Europeu AMBER

O Alerta Europeu AMBER é uma organização internacional sem fins lucrativos com 22 membros (forças policiais, ministros e organizações não governamentais) em 16 países. A sua Rede Policial consiste em mais de 35 especialistas representando as forças policiais de 12 países da União Europeia. Os objectivos do Alerta Europeu AMBER são apoiados por mais de 150 membros do Parlamento Europeu. O principal objectivo do Alerta Europeu AMBER é salvar as vidas das crianças desaparecidas na Europa. Para isso, o Alerta Europeu AMBER sugere os seguintes 5 pontos chave para a Comissão Europeia e para o Parlamento Europeu:
1. Uma rede do Alerta AMBER maior e mais forte
2. Mais flexibilidade em lançar alertas de crianças
3. Melhor partilha de informação nas fronteiras
4. Melhor cooperação da polícia nas fronteiras
5. Melhorar a identificação e protecção das crianças nas fronteiras

Para mais informação sobre os objectivos e pontos chave do Alerta Europeu AMBER, ver: Memorando do Alerta Europeu AMBER da Comissão Europeia e Parlamento Europeu.
Rede policial
Em 2014, o Alerta Europeu AMBER lançou a Rede de Especialistas da Polícia em Crianças Desaparecidas. Os objectivos desta rede é permitir que os especialistas da polícia em desaparecimentos de crianças consigam contactar os seus colegas em outros estados membros Europeus rapidamente e trocar boas práticas.
Alertas AMBER
Um Alerta AMBER atinge milhões de pessoas em poucos minutos. Quando um Alerta AMBER é lançado pelas forças policiais, a imagem da criança do Alerta AMBER é instantaneamente visível em todo o lado por inúmeros meios de media. O sistema de Alerta AMBER existe nos seguintes componentes: TV e rádio, sinais de autoestrada, Alertas de Crianças Google (também chamado Alerta AMBER Google em alguns países - já activo nos Estados Unidos; existem desenvolvimentos na Europa), mapas de crianças desaparecidas com alertas AMBER activos e crianças desaparecidas em perigo, imagens online e anúncios, ecrãs grandes de TV, mensagens de texto com foto, pop-ups de computador, Facebook, Twitter, apps, pop-ups e anúncios em sites, papéis de parede nos computadores, email, posters, RSS news feed, websites móveis, ecrãs em transportes públicos (autocarros e comboios), ecrãs e estações de caminhos de ferro, aeroportos, centros comerciais, supermercados e cinemas.
O primeiro Alerta AMBER a atravessa a fronteira foi lançado no início da manhã do dia 8 de Maio de 2013 para dois irmãos holandeses. A foto do rapaz foi mostrada em ecrãs gigantes na província belga de Limbourg e em Rhine-Westphalia do Norte (Alemanha) e recebeu muita atenção dos media nos Países Baixos, Bélgica e Alemanha. Os corpos das crianças foram encontrados a 19 de Maio de 2013 perto de Cothen (Países Baixos).

##### França
Em Fevereiro de 2006, o ministro francês da justiça lançou um instrumento baseado nos alertas AMBER chamado Alerte-Enlèvement (alerta de rapto) ou Dispositif Alerte-Enlèvement (dispositivo de alerta de rapto) com a ajuda da maior parte dos media e companhias de caminhos de ferro e autoestradas.

##### Irlanda
Em Abril de 2009, foi anunciado que o sistema de Alerta AMBER seria instalado na Irlanda. Em Maio de 2012, o Alerta de Resgate de Crianças Irlandês (CRI) foi oficialmente introduzido. O primeiro Alerta AMBER na Irlanda foi lançado no desaparecimento de dois rapazes Eoghan (10) e Ruari Chada (5).

##### Países Baixos

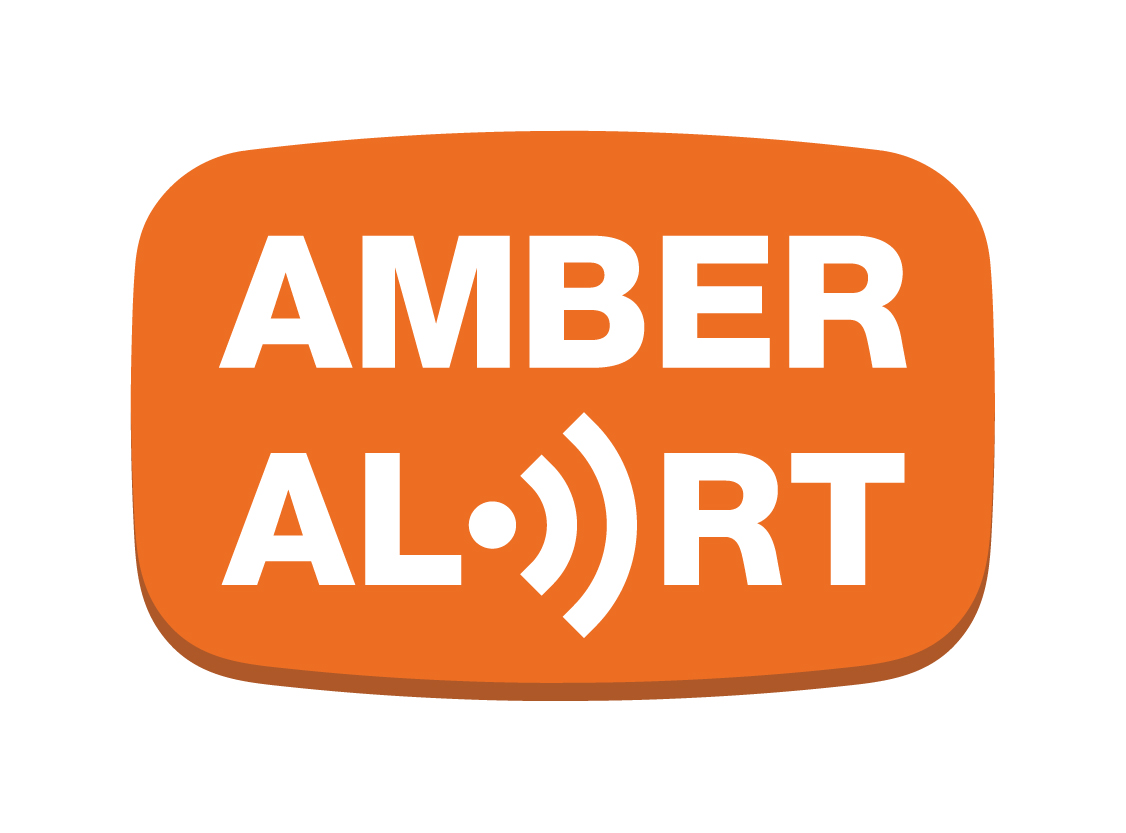
Logo dos Países Baixos para o Alerta AMBER

O Alerta AMBER holandês foi lançado em 2008 pela Polícia Nacional Holandesa, o ministro da justiça holandes, Hirsch Ballin, e pela empresa social Netpresenter. A 14 de Fevereiro de 2009, foi lançado o primeiro Alerta AMBER holandês quando um rapaz de 4 anos desapareceu em Roterdão. Foi encontrado em segurança e são depois de ter sido reconhecido por uma pessoa que diz que viu a sua fotografia num ecrã electrónico num restaurante de fast-food. Foi recuperado tão rapidamente, que a transmissão do Alerta AMBER foi interrompida antes de todos os meios a receberem. Desde 2008, o sistema de Alerta AMBER foi distribuído 22 vezes e centenas de casos de crianças em perigo.
Actualmente, o Alerta AMBER tem mais de 2,8 milhões de participantes incluindo centenas de organizações maiores. Para além disso, o último Alerta AMBER que foi lançado, foi visto por quase 12 milhões de cidadãos holandeses (88% da população holandesa). Com uma taxa de sucesso de 64%, o sistema de Alerta AMBER holandês é um exemplo de eficácia.
Um Alerta AMBER é lançado quando uma criança está desaparecida ou é raptada e a polícia holandesa teme que a vida ou saúda da criança esteja em perigo iminente. O sistema permite à polícia alertar a imprensa imediatamente e o público a nível nacional, através de sinais electrónicos de auto estradas, TV, redes sociais, computadores, ecrãs gigantes de publicidade, email, mensagens de texto, app, posters impressos, RSS news feed, anúncios em websites e pop-ups. Existe 4 critérios chave nos Países Baixos que têm de existir antes de ser emitido um Alerta AMBER:
1. A criança foi (muito provavelmente) raptada por uma pessoa ou pessoas desconhecidas ou a criança está desaparecida e a sua vida corre perigo iminente
2. A vítima é menor (menos de 18 anos)
3. Existe informação suficiente sobre a vítima para aumentar as possibilidades da criança ser encontrada pelos meios de um Alerta AMBER, como foto, informação sobre o raptor ou o veículo usado durante o rapto
4. O Alerta AMBER é lançado assim que possível depois do rapto ou desaparecimento da criança.[45]

Partes do sistema de Alerta AMBER holandês está a ser usado para crianças desaparecidas em perigo. Uma criança desaparecida é considerada como estando em perigo onde existe um risco imediato e significativo de danos mas o caso não atinge os critérios de um Alerta AMBER. A polícia holandesa pode decidir publicitar informação e pedir a ajuda dos cidadãos para recuperar a criança. O Alerta Holandês AMBER é um membro fundador do Alerta Europeu AMBER, do Alerta de Resgate de Crianças Europeu e da Rede Policial de Crianças Desaparecidas.

##### Reino Unido
A 1 de Abril de 2007, o sistema de Alerta AMBER tornou-se activo no Noroeste da Inglaterra. Na altura estava planeada uma implementação ao longo do resto da Bretanha. Isto foi realizado a 25 de Maio de 2010, com lançamento a nível nacional do Alerta de Resgate de Criança, baseado o sistema de Alerta AMBER. O primeiro sistema no Reino Unido do tipo foi criado em Sussex a 14 de Novembro de 2002. Este foi seguido por versões em Surrey e Hampshire. Em 2005, todas as jurisdições em Inglaterra e Gales tinham o seu próprio sistema de alerta. O sistema foi primeiramente usado no Reino Unido em 3 de Outubro de 2012, com o desaparecimento de April Jones de 5 anos em Gales.

#### Malásia
Em Setembro de 2007, a Malásia implementou o Alerta Nurin. Baseado no Alerta AMBER, tem este nome devido ao desaparecimento de Nurin Jazlin, de 8 anos de idade.
Brasil
Em janeiro de 2021, foi sancionada a Lei 9.182/21, que institui o sistema de alerta de SMS obrigatório de crianças e adolescentes desaparecidos, enviado pelas companhias de telefonia celular aos usuários do estado do Rio de Janeiro. A lei de autoria do deputado estadual Alexandre Knoploch ficou conhecida como "Alerta Pri"  em homenagem à Priscila Belfort, desaparecida em janeiro de 2004 depois de sair do trabalho para almoçar, e nunca mais encontrada. Os alertas de SMS começaram a ser enviados em 23 de março de 2022, referentes ao desaparecimento de Isaque do Carmo Félix, de 11 anos, encontrado alguns dias depois.

## Taxa de recuperação
Segundo o Departamento da Justiça dos Estados Unidos, das crianças raptadas e assassinadas por estranhos, 75% são mortas nas primeiras 3 horas nos Estados Unidos. Os Alertas AMBER são designados para informar o público rapidamente quando uma criança foi raptada e está em perigo para que "o público tenha olhos adicionais e ouvidos de forças policiais". Em Agosto de 2013, o Centro Nacional para Crianças Desaparecidas e Exploradas estima que 657 crianças foram recuperadas com sucesso como resultado da existência do programa de Alerta AMBER.
Um estudo da Scripps Howard sobre os 233 Alertas AMBER lançados nos Estados Unidos em 2004 determinaram que a maior parte dos alertas lançados não correspondiam a critérios do Departamento da Justiça. 50% (117 alertas) foram categorizados pelo Centro Nacional para Crianças Desaparecidas e Exploradas como sendo "raptos familiares", na maior parte das vezes pais envolvidos em disputas de custódias. Houve 48 alertas de crianças que não tinham sido raptadas, mas estavam perdidas, fugidas, envolvidas em mal entendidos familiares (por exemplo, em duas situações onde uma criança estava com os avós), ou como resultado de partidas. Outros 23 alertas foram lançados em casos onde a polícia não sabia o nome da alegada criança raptada, normalmente como resultado de mal entendimentos das testemunhas que reportaram o rapto.
Setenta dos 233 alertas AMBER lançados em 2004 (30%) eram na verdade crianças levadas por estranhos ou que viajavam com adultos que não eram os seus guardiões legais.
Segundo o Relatório do Alerta AMBER de 2014, 186 Alertas AMBER foram lançados nos Estados Unidos, envolvendo 239 crianças. 60 (25%) foram levadas por estranhos ou pessoas que não eram os seus guardiões legais.

### Controvérsias
Alguns entendidos que examinam o sistema do exterior estão em profundo desacordo com os resultados "oficiais". Uma equipa de investigadores liderada pelo criminologista Timothy Griffin reveu centenas de casos de rapto que ocorreram entre 2003 e 2006 e descobriu que os Alertas AMBER tiveram um papel não muito importante na eventual recuperação das crianças raptadas. Os Alertas AMBER tendem a ter "sucesso" em raptos relativamente vulgares, tais como quando a criança é levada no seguimento de uma questão de custódia ou por outro membro da família. Existem poucas provas que os Alertas AMBER "salvem vidas" de forma rotineira, apesar de um constrangimento crucial na pesquisa ter sido a impossibilidade de saber com certeza o que teria acontecido se não tivesse sido lançado alerta nesse caso em específico.
Griffin e a co-autora Monica Miller articularam os limites do Alerta AMBER num artigo de pesquisa posterior. Eles disseram que os alertas inerentemente limitados, porque para ter sucesso nos casos mais ameaçadores é necessário que exista uma rápida sincronização de vários eventos (rápida descoberta que a criança desapareceu e consequente alerta, a descoberta fortuita do raptor da criança por um cidadão, e por aí em diante). Para além disso, existe uma contradição entre a necessidade de descoberta rápida e a necessidade de manter critérios restritos para reduzir o número de alertas frívolos, criando um dilema para as forças policiais e retrocesso público quando os alertas não são lançados em casos que acabam em tragédias. Por fim, o modelo de alerta implicado (rápida descoberta pode salvar vidas) é um oposto à realidade: Nos cenários piores de rapto, as intenções dos raptores normalmente garantem que nada oficial público que se fala seja "demasiado lento".
Como o sistema é muitas vezes publicitado por salvar vidas apesar das limitações, Griffin e Miller argumentam que as leis de Alerta AMBER como "teatro de controlo de crime" que "criam a aparência mas não o controlo do crime". Os Alertas AMBER desse modo construiu socialmente uma "solução" ao raro mas rebelde crime de rapto infantil. Griffin e Miller consequentemente aplicaram o conceito para outra legislação emocional mas ineficaz como as leis de céu-seguro e invasões de poligamia, e continuaram os seu trabalho a desenvolver o conceito de "teatro de controlo de crime" e do sistema de Alerta AMBER.
Griffin considera as suas descobertas preliminares, dizendo que a sua equipa apenas examinou uma porção dos Alertas AMBER lançados ao longo de um período de 3 anos em que se focaram, portanto recomenda que se olhe melhor para o programa de avaliação e o seu propósito intencional, em vez de simplesmente promover o programa.
O tempo de 4 da manhã de um alerta de Julho de 2013 de um rapto de criança em Nova Iorque enviado pelos Alertas Wireless de Emergência fez crescer a preocupação que muitos utilizadores de telemóvel vão desactivar os alertas de WEA.

## Falsos alarmes
Os activistas das crianças desaparecidas estão preocupados que o público deixe de estar sensibilizado aos Alertas AMBER devido ao número de falsos alarmes, onde a polícia lança um Alerta AMBER sem seguir aos critérios do Departamento da Justiça dos Estados Unidos.

## Efeitos no tráfego

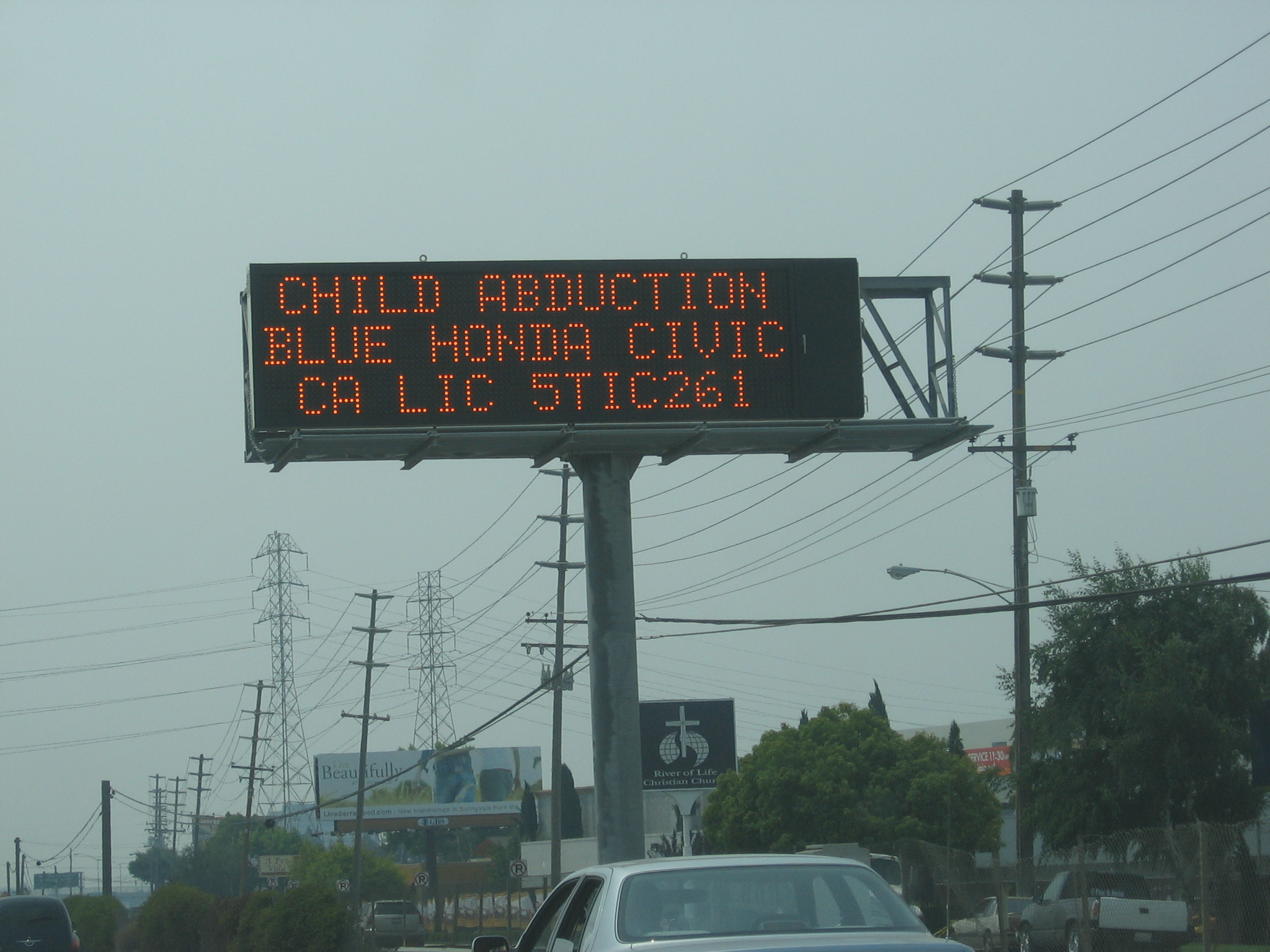
Um ecrã de condicionamento de tráfego a mostrar um Alerta AMBER

Os Alertas AMBER são normalmente mostrados em sinais electrónicos. A Administração Federal das Autoestradas instruiu os estados a mostrar Alertas AMBER em sinais de autoestrada de forma reduzida, citando preocupações de segurança que distraiam condutores e nos impactos negativos do congestionamento rodoviário.
Muitos estados têm polícias no local que limitam o uso de Alertas AMBER em sinais de autoestrada. Em Los Angeles, um Alerta AMBER lançado em Outubro de 2002 que foi mostrado num sinal de autoestrada causou congestionamento rodoviário significativo. Como resultado, a Patrulha de Autoestradas da Califórnia decidiu não mostrar alertas durante a hora de ponta, citando preocupações de segurança. O estado do Wisconsin apenas mostra Alertas AMBER em sinais de estrada se se considerar apropriado pelo departamento de transportes e por uma agência de segurança pública. Os Alertas AMBER não substituem mensagens relacionadas com a segurança rodoviária.

## Influência
O Serviço Postal dos Estados Unidos lançou um selo comemorativo dos Alertas AMBER em Maio de 2006. O selo de 39 cêntimos mostra um desenho em pastel pintado pela artista Vivienne Flesher de uma mãe reunida com a sua criança, com o texto "Alertas AMBER salvam crianças desaparecidas". O selo foi lançado como parte da comemoração do Dia Nacional das Crianças Desaparecidas.
Em 2006, um filme de TV, Amber's Story, foi transmitido na Lifetime. É protagonizado por Elisabeth Röhm e Sophie Hough.
Um livro de banda desenhada chamado Amber Hagerman Deserves Justice: A Night Owl Story (Amber Hagerman merece justiça: Uma história de coruja nocturna) foi publicado por Wham Bang Comics em 2009. Virado para uma audiência adolescente pelo autor Jake Tinsley e pelo artista da Manga Jason Dube, conta a história de Amber, conta novamente a investigação do seu assassinato, e toca no efeito que a morte teve nas crianças mais novas e nos pais em todo o lado. O livro foi criado para promover o que era na altura uma investigação reaberta sobre o assassinato Arlington.